# Acleris recula
Acleris recula (лат.) — вид бабочек из семейства листовёрток. Распространён в центральном Китае. Бабочек можно наблюдать в июне. Размах крыльев 12 мм. Передние крылья желтовато-охристые с бурым пятном.